# Sångbok för kvinnor
Sångbok för kvinnor är en svensk feministisk sångbok som utgavs 1973.
År 1971 utgavs LP-skivan Sånger om kvinnor, som var den svenska kvinnorörelsens första grammofoninspelning. Detta föranledde även utgivning av en sångbok för kvinnor, något som då ännu saknades.  Den utgavs av Gidlunds förlag 1973 (ISBN 91-7021-049-7) och är redigerad av Gunnar Edander, Ylva Holm och Suzanne Osten samt försedd med illustrationer av Käthe Kollwitz. Den andra upplagan utgavs 1974 och den tredje 1976.
Sångboken är uppdelad i fyra avdelningar: Kvinnornas utsatthet, Kvinnorna kommer tillsammans, Kvinnor förr i världen och Kvinnor i andra länder. Den innehåller svenska folkvisor och skillingtryck samt sånger från Italien och Kina. Det finns även visor från Sånger om kvinnor samt teaterpjäserna Tjejsnack och Kärleksföreställningen. Texterna är skrivna av bland andra Anna-Lisa Bäckman, Lena Ekman, Margareta Garpe, Leif Nylén, Suzanne Osten, Torkel Rasmusson, Wava Stürmer, Louise Waldén och Sonja Åkesson. Musiken är skriven av bland andra Gunnar Edander, Lena Ekman, Marie Selander och musikgruppen Blå Tåget.